# Sanctuaire de Notre-Dame-des-Anges de Pignans
Pour les articles homonymes, voir Notre-Dame-des-Anges (homonymie).
Le sanctuaire de Notre-Dame-des-Anges du massif des Maures est constitué d'une chapelle et d'un petit couvent cloîtré, situé dans le massif des Maures au-dessus du petit bourg de Pignans dans le Var.
Elle se trouve à 780 mètres d'altitude entre Cogolin et Collobrières au sud et Gonfaron au nord. Juste derrière la chapelle, se dresse une antenne-relais de radio et télévision.

## Historique
Selon la légende, la chapelle Notre-Dame-des-Anges, au sud de Pignans, est fondée en 517 par Thierry Ier, fils de Clovis, en souvenir d'une victoire sur les Wisigoths, au bourg des Pins (ancien nom de Pignans).
Le pèlerinage est constant (avec une interruption au Xe siècle avec l'invasion des Sarrazins).
Plus tard le sanctuaire est confié aux chanoines de saint Augustin. Ils sont chassés sous la Révolution française et le sanctuaire vendu comme bien national. La chapelle est reconstruite en 1844 et le prieuré en 1900, en utilisant les anciens murs.
La chapelle est à une nef avec une Vierge de noyer, objet du pèlerinage. Le prieuré avec son petit cloître a été restauré au XIXe siècle. Parmi ses ex-votos les plus surprenants, celui de l'explorateur Jules Gérard, sous la forme d'un crocodile, est suspendu au plafond.
Selon la croyance, le pèlerinage à Notre-Dame-des-Anges guérit de la paresse. Cette chapelle et son sanctuaire abritent depuis 2001 une petite communauté de Frères Franciscains de l'Immaculée.
Le nom est repris pour la dénomination géographique complémentaire Notre-Dame-des-Anges.

## Illustrations

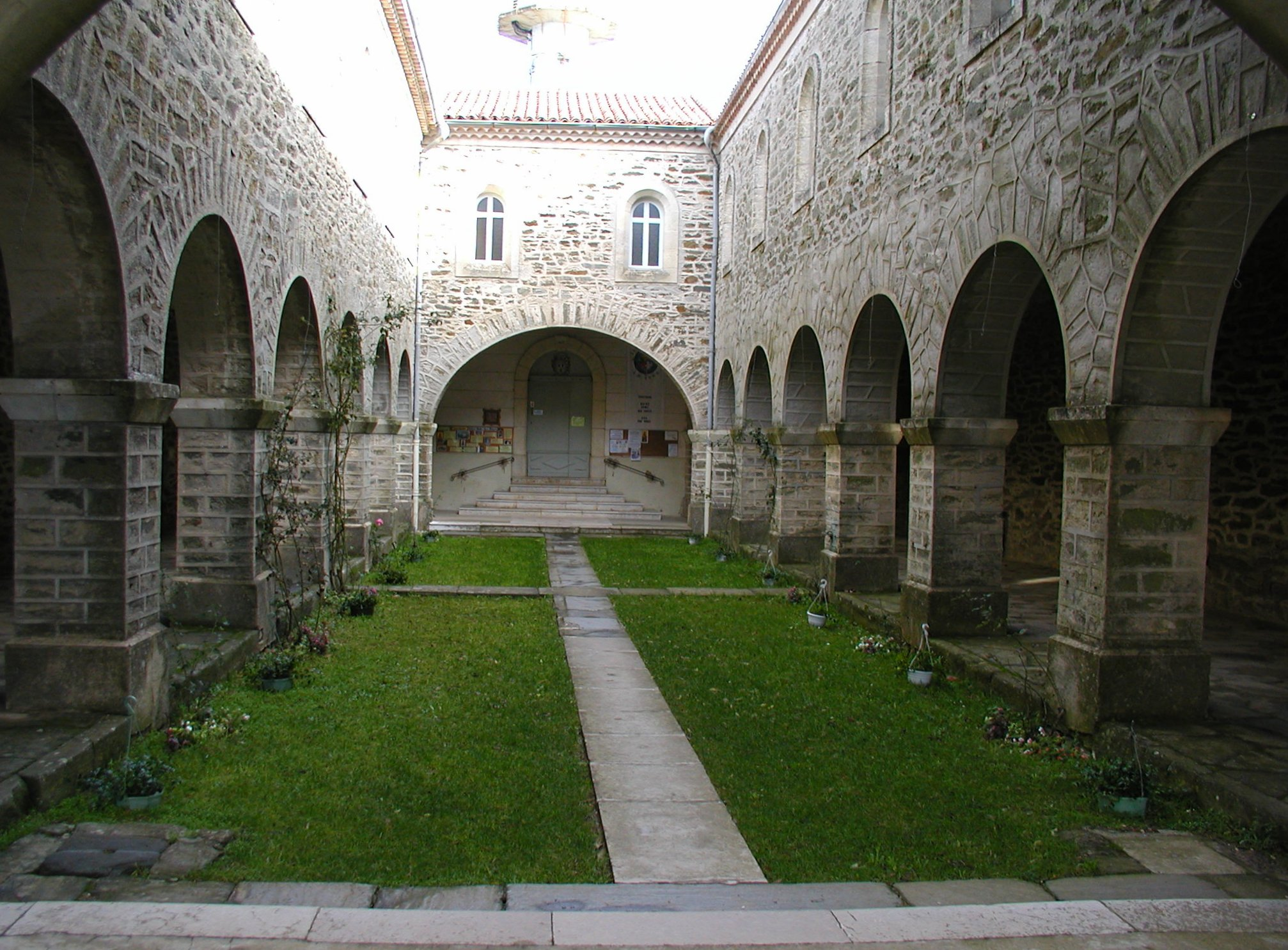
Cloître.
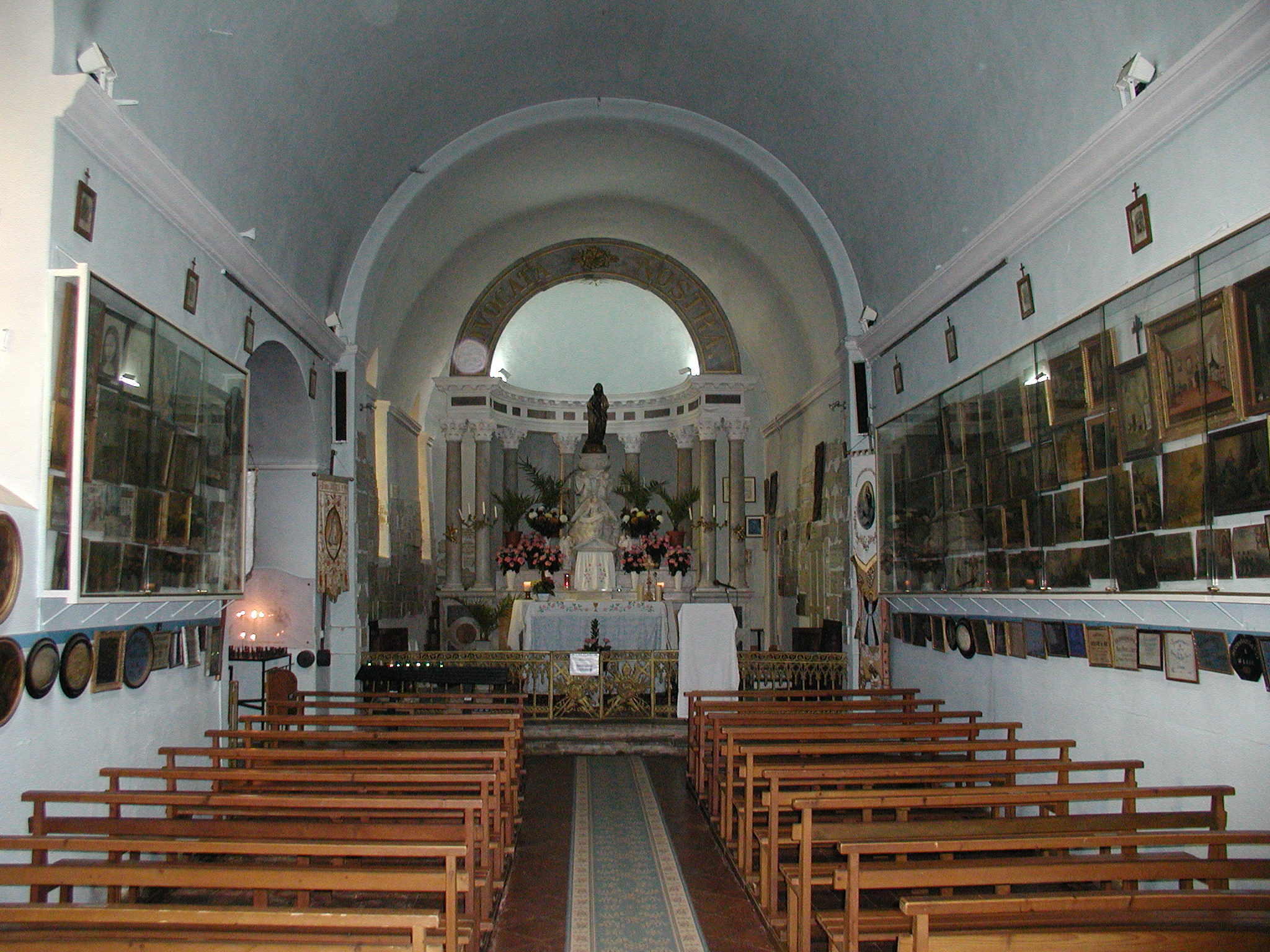
Intérieur de la chapelle avec ses ex-votos.
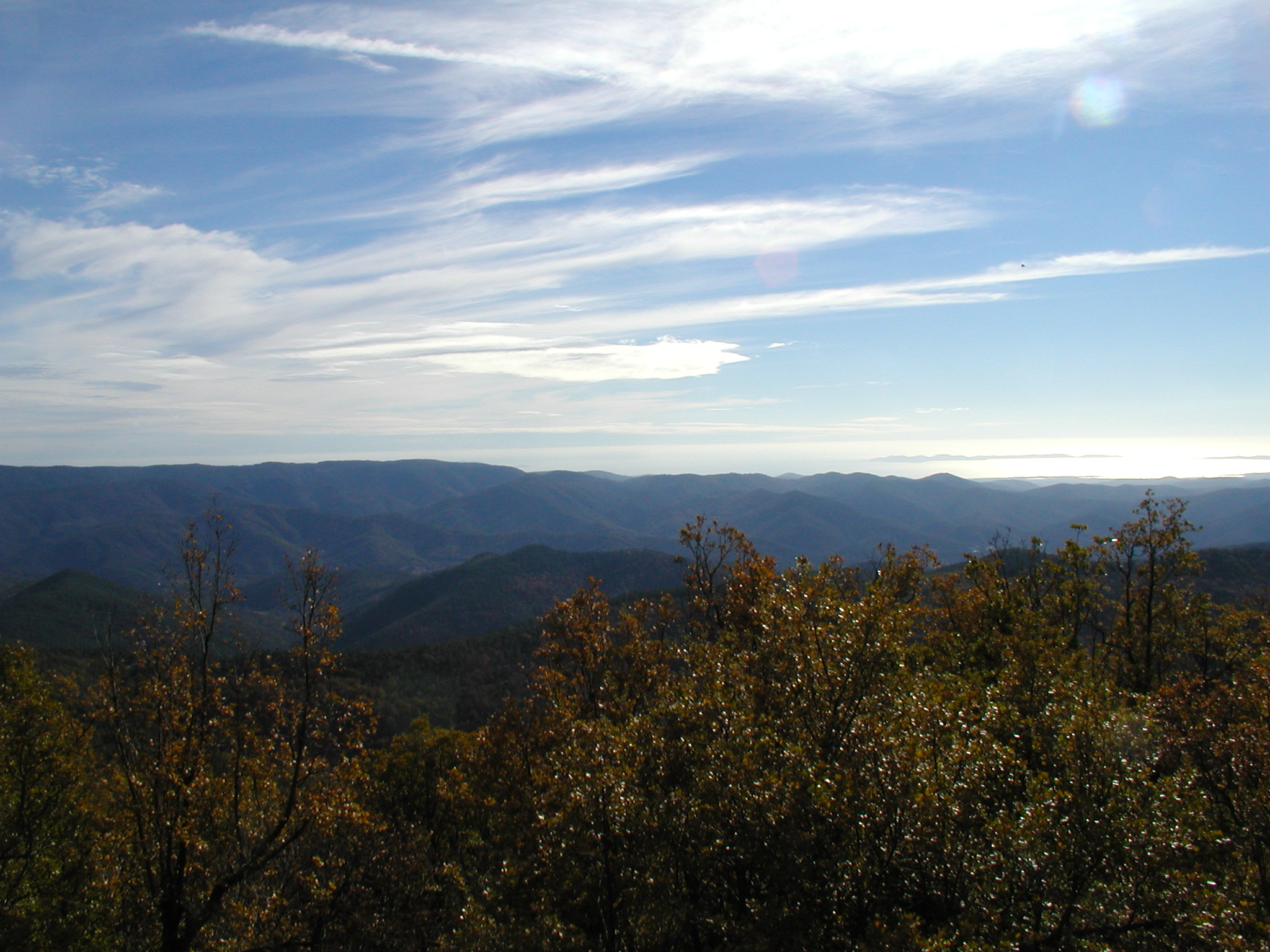
Vue vers le massif des Maures avec au fond la Méditerranée.
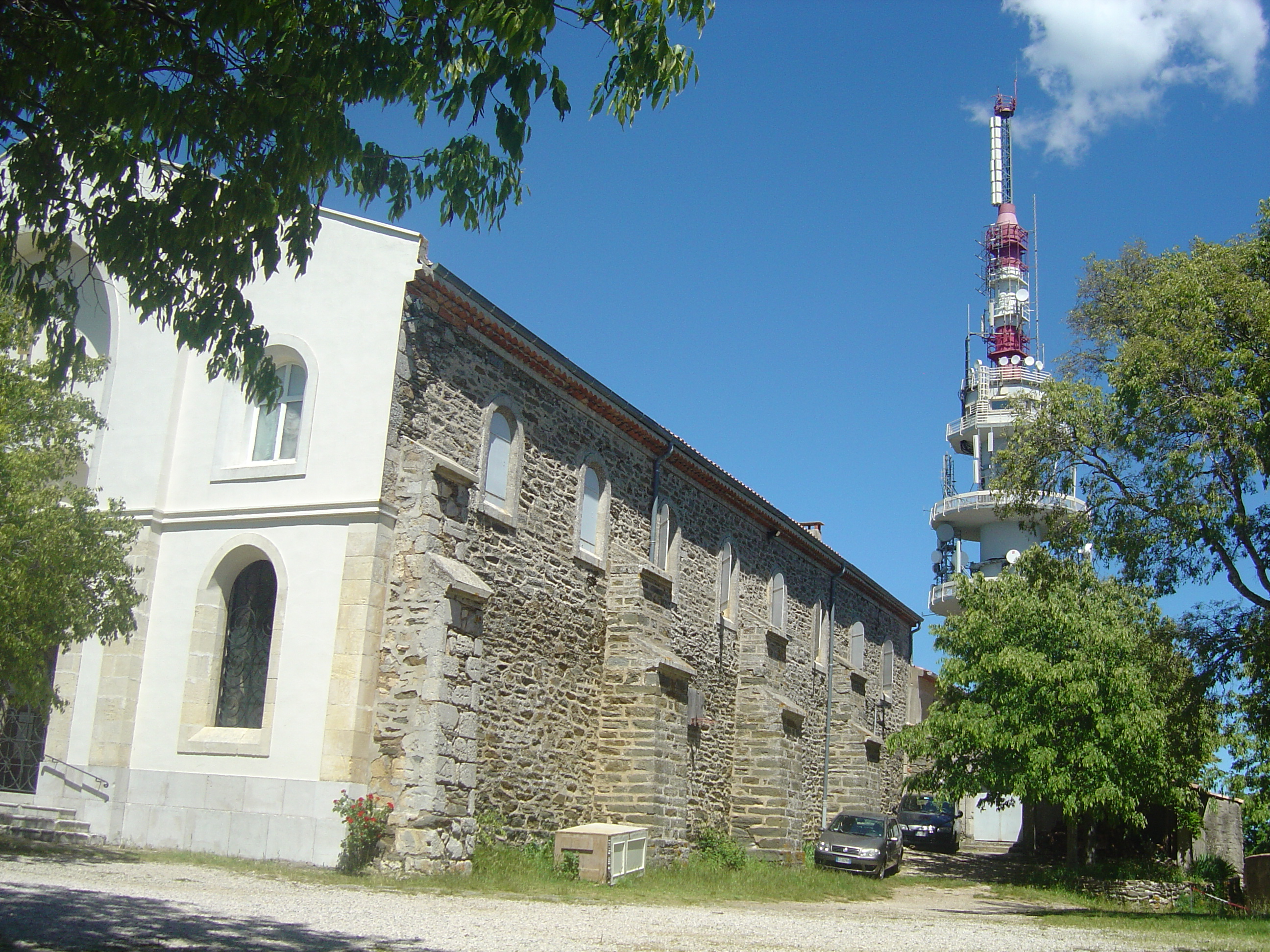
Sanctuaire et relais.